# Fontaine de la place centrale de Tampere
La fontaine de la place centrale (finnois : Keskustorin suihkukaivo) est une fontaine érigée sur la place centrale de Tampere en Finlande.

## Présentation
La fontaine conçue par Robert Huber et offerte à la ville par Wilhelm von Nottbeck est érigée devant la Mairie de Tampere.
La sculpture de la fontaine est placée dans un bassin d'eau.
Au sommet de la structure de la fontaine se trouvent quatre dragons dont les queues pointant vers le haut forment un motif en forme de fleur. 
Au milieu de la fleur s'élève le jet d'eau principal, à partir de laquelle l'eau du jet s'écoule dans le bassin.
Au pide de la fontaine, quatre sirènes soutiennent la structure décorative.
La fontaine est associée à la construction du premier réseau principal d’eau de la ville. En 1882, le conseil met en place un comité de gestion de l'eau pour préparer le dossier. Le fabricant Wilhelm von Nottbeck a proposé une fontaine pour la place, dont il a promis de supporter les coûts de construction.
La structure centrale de la fontaine a été fabriquée par F. Kahle und Sohn à Potsdam. La conception de l'ensemble est due à l'ingénieur d'origine suisse Robert Huber, qui a conçu des services d'eau dans plusieurs villes de Finlande. 
La fontaine a été inaugurée le jour du nom de l'empereur Alexandre le 11 septembre 1883. 
L'eau de la fontaine était prévue pour les besoins ménagers, plus tard, la fontaine a aussi servi d'abreuvoir pour les chevaux. 
La fontaine a été rénovée à plusieurs reprises, la dernière fois en 1999, lorsque l'éclairage a été ajouté. 
En 2004, la fontaine a reçu un abri d'hiver en verre avec un thème décoratif conçu par l'artiste Sauli Iso-Lähteenmäki. 
Une fontaine similaire est située dans la cour du palais Finlayson dans le parc Wilhelm von Nottbeck.

## Galerie

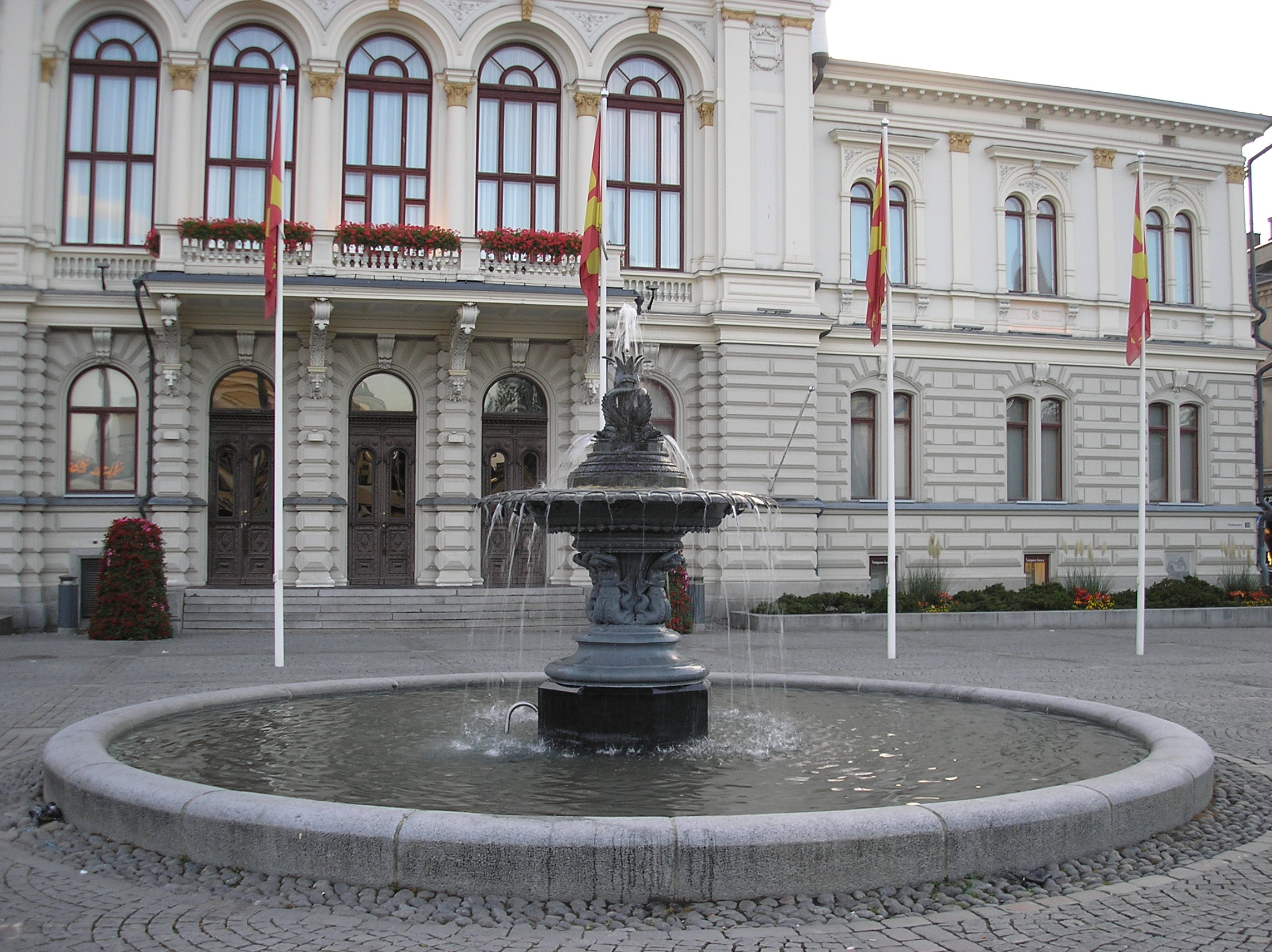